# 전민제
전민제(全民濟, 1922년 3월 15일 ~ 2020년 3월 7일 )는 대한민국의 화학공학자 겸 저술가이다.

## 생애

### 주요 이력
본관(관향)은 대구(大邱)이며 경성부에서 출생한 그는 경성제국대학교 학사를 거쳐 서울대학교 대학원을 석사 및 박사 학위하였다.
1950년 8월 1일에 여성 영어영문학자 나영균과 결혼하여 그녀와의 사이에서 슬하 1남 3녀를 두었다.

### 학력
- 경성제1고등보통학교 졸업
- 경성제국대학교 화학과 학사
- 서울대학교 대학원 화학공학과 공학석사
- 서울대학교 대학원 화학공학과 공학박사

#### 명예 박사 학위
- 미국 클락슨 대학교 명예 이학박사
- 러시아 국제과학예술아카데미 시베리아무기화학연구소 명예 이학박사

### 주요 경력
- 1946년 조선종합공업 사장(1948년 퇴임)
- 1951년 일본 동경대 생산기술연구소 객원연구원
- 1954년 조선석유 총무실장
- 1959년 한국석유 상무이사
- 1962년 대한석유공사 이사장
- 1965년 과학평론가 등단
- 1968년 대한석유공사 부사장
- 1969년 교육평론가 등단
- 1970년 서울대학교 대학원 교수
- 1971년 한양대학교 강사
- 1971년 한국화학회 부회장(1979년 퇴임)
- 1971년 전엔지니어링 사장(1983년 퇴임)
- 1971년 한국부식학회 회장(1983년 퇴임)
- 1972년 이수화학 사장(1983년 퇴임)
- 1973년 신한기공 사장(1983년 퇴임)
- 1974년 한국엔지니어클럽 화공분과 회원
- 1974년 대한민국-사우디아라비아 경제협력위원회 부회장(1982년 퇴임)
- 1974년 석유화학협회 부회장(1979년 퇴임)
- 1974년 한국경제과학심의회 대표위원(1979년 퇴임)
- 1976년 대한해외건설협회 이사장(1982년 퇴임)
- 1977년 대한기술용역협회 회장(1984년 퇴임)
- 1979년 대한과학단체총연합회 부회장(1984년 퇴임)
- 1983년 전엔지니어링 회장(1985년 퇴임)
- 1983년 동남아태평양지역공학단체연합(FEISEAP) 부총재(1985년 퇴임)
- 1984년 한국기술용역협회 고문(1992년 퇴임)
- 1984년 대한과학기술단체총연합회 고문(1992년 퇴임)
- 1985년 전인터내셔널 명예회장
- 1986년 대한화학회 회장(1987년 퇴임)
- 1988년 신민주공화당 공과학교육행정특보위원(1988년 ~ 1989년)
- 1989년 한국화학회관 이사장(1994년 퇴임)
- 1991년 한국재료학회 회장
- 1994년 한국재료학회 명예회장
- 1994년 한국화학회관 명예이사장
- 1996년 자유민주연합 고문(1996년 3월 ~ 1996년 12월)

## 저서

### 저술
- 《암모니아 합성 공업》(1951년)